# Rob Mostert
Rob Mostert (Edam, 1965) is een Nederlandse hammondorganist. Hij is regelmatig te zien op Nederlandse en buitenlandse festivals en jazzpodia. 
Na zijn afstuderen op hammondorgel aan het Alkmaars Conservatorium in 1988, voegde Mostert piano, jazz en pop aan zijn repertoire toe. Hij speelt met nationale muzikanten en vocalisten zoals Jan Akkerman, en Edison Jazz Award-winnaar Lils Mackintos. Mostert nam in 2010 de solo-cd Englewood Cliffs sessions op in de studio van Rudy Van Gelder in New Jersey.
In 2013 kwam zijn album Go Big Or Go Home met de Rob Mostert Hammond Group uit. Met het repertoire van dit album tourde hij met de Rob Mostert Hammond Group door binnen en buitenland. Hoogtepunt waren de vier concerten op het Rochester Jazz Festival NY USA. 
In 2012 en 2014 speelde Rob in Memphis (Tennessee) onder andere in de BB Kings Club. In 2014 startte Rob ook met zijn Hammond trio; The Preacher Men samen met saxofonist Efraim Trujillo en drummer Chris Strik. Met The Preacher Men zijn inmiddels twee albums uitgebracht namelijk: Preaching Out Loud (2016) en Blue (2018). 
Rob is ook music coach aan het Abbey Road Institute (Amsterdam) en runt zijn eigen studio Black Label Recordingstudios met Mechteld zijn vrouw. In de studio nodigt Rob bekende Hammondspelers (o.a Dr. Lonnie Smith, Rod Argent, Josh Phillips (musician), Nikolaj Torp Larsen) uit voor een Jam en interview.
Sinds 2018 tourt de Rob Mostert Hammond Group langs de Nederlandse theaters en festivals met het programma Sex, Hammond & Rock ‘n Roll, Back To The Legends. Dit is een ode aan de Hammond waarbij de band grote Rock hits uit het verleden speelt.

Rob Mostert Hammond Group;
- Rob Mostert (Hammondorgel)
- Chris Strik (drums)
- Chris Hordijk (zang)
- Jurriaan Suring (gitaar)
- Micheal Simon (trompet)
- Wouter Schueler (saxofoon)
- Frans Cornelissen (trombone)

## Discografie

### Albums
| Album met eventuele hitnotering(en) in de Nederlandse Album Top 100 | Datum van verschijnen | Datum van binnenkomst | Hoogste positie | Aantal weken | Opmerkingen |
| ------------------------------------------------------------------- | --------------------- | --------------------- | --------------- | ------------ | ----------- |
| Englewood Cliffs sessions                                           | 2011                  | 01-10-2011            | 85              | 1            |             |